# Antiblemma correcta
Antiblemma correcta là một loài bướm đêm trong họ Erebidae.